# Aspalathus callosa
Aspalathus callosa är en ärtväxtart som beskrevs av Carl von Linné. Aspalathus callosa ingår i släktet Aspalathus och familjen ärtväxter. Inga underarter finns listade i Catalogue of Life.